# Waldkapelle (Neustadt)

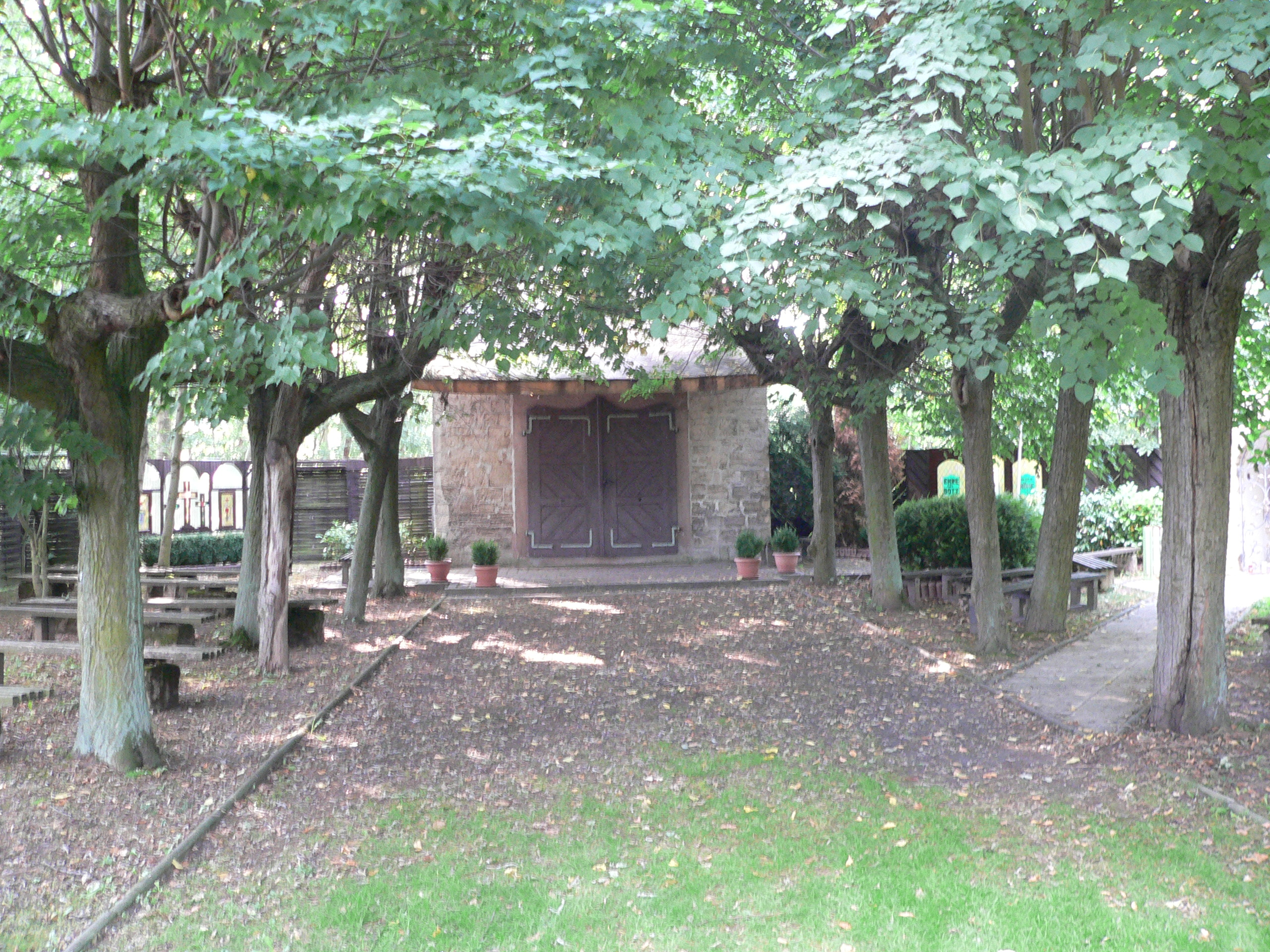
Waldkapelle Neustadt

Die römisch-katholische Waldkapelle Herz Jesu steht zwischen den Orten Neustadt und Neubleicherode in der Landgemeinde Am Ohmberg im thüringischen Landkreis Eichsfeld. Sie ist Filialkirche der Pfarrei St. Marien Bischofferode im Dekanat Leinefelde-Worbis des Bistums Erfurt. Sie trägt das Patrozinium des Heiligstes Herz Jesu.

## Lage
Von der beide Orte verbindenden Straße geht nach Norden ein Kreuzweg ab, an dessen Ende die Kapelle steht. 

## Geschichte
Sie wurde 1844 erbaut, der Kreuzweg entstand in den Jahren zuvor. Er wurde in den 1990ern vollständig restauriert. Im Jahre 1994 wurde die neben der Waldkapelle geschaffene Mariengrotte eingeweiht.